# Klubowy Puchar Europy w szachach (1989/1990)
1989/1990 – siódmy sezon Klubowego Pucharu Europy w szachach. Zwyciężyły ex aequo radziecki CSKA Moskwa i niemiecki Solinger SG 1868.

## Uczestnicy
W nawiasie podano średni ranking Elo. Źródło: OlimpBase

- Wood Green Chess Club (2375)
- ATSV Ranshofen (?)
- SK Anderlecht (2412)
- CSKA Sofia (2427)
- Univerzita Brno (2378)
- SK1968 (2318)
- Matinkylän SK (2273)
- CS Clichy (2298)
- SO Kalitea (2342)
- CA La Caja de Canarias (2454)
- Taflfélag Reykjavíkur (2511)
- Beer Sheva Chess Club (2400)
- Goša Smederevska Palanka (2445)
- Radnički Belgrad (2425)
- Gambit Bonnevoie (?)
- Pocztowiec Poznań (2341)
- Bayern Monachium (2510)
- Solinger SG 1868 (2573)
- ITB Bukareszt (2424)
- Glasgow Polytechnic Chess Club (2200)
- Wandering Dragons Chess Club (2273)
- SG Allschwil (2368)
- Wasa SK (2421)
- Budapesti Honvéd SE (2503)
- MTK-VM Budapest (2488)
- CSKA Moskwa (2584)
- Lokomotiw (2571)
- Tigran Petrosjan Moskwa (2575)
- Wektor Nowosybirsk (2518)

## Rozgrywki

### Pierwsza runda
Źródło: OlimpBase
| Data                | Miejsce    | Drużyna 1                      | Drużyna 2                | Wynik |
| ------------------- | ---------- | ------------------------------ | ------------------------ | ----- |
| 14–16 kwietnia 1989 | Belgrad    | Radnički Belgrad               | Univerzita Brno          | 4:8   |
| 18–19 kwietnia 1989 | Bukareszt  | ITB Bukareszt                  | MTK-VM Budapest          | 4:8   |
| 1989                | Las Palmas | CA La Caja de Canarias         | Tigran Petrosjan Moskwa  | 3:9   |
| kwiecień 1989       | Bruksela   | SK Anderlecht                  | Taflfélag Reykjavíkur    | 4½:7½ |
| 1989                | Aarhus     | SK1968                         | Wood Green Chess Club    | 5½:6½ |
|                     |            | SG Allschwil                   | Beer Sheva Chess Club    | 4½:7½ |
| 15–16 kwietnia 1989 | Edynburg   | Wandering Dragons Chess Club   | Budapesti Honvéd SE      | ½:11½ |
| 15–16 kwietnia 1989 | Glasgow    | Glasgow Polytechnic Chess Club | CSKA Moskwa              | ½:11½ |
| 16–17 kwietnia 1989 | Espoo      | Matinkylän SK                  | Wasa SK                  | 4½:7½ |
|                     |            | ATSV Ranshofen                 | Goša Smederevska Palanka | 5:7   |
| 1989                | Sofia      | CSKA Sofia                     | Lokomotiw                | 3½:8½ |
| 12–15 maja 1989     | Ateny      | SO Kalitea                     | Pocztowiec Poznań        | 6½:5½ |
| 12–13 lipca 1989    |            | CS Clichy                      | Wektor Nowosybirsk       | 2½:9½ |

### Druga runda
Źródło: OlimpBase
| Data             | Miejsce    | Drużyna 1                | Drużyna 2          | Wynik  |
| ---------------- | ---------- | ------------------------ | ------------------ | ------ |
| 1989             | Budapeszt  | Budapesti Honvéd SE      | Solinger SG 1868   | 5:7    |
|                  |            | Tigran Petrosjan Moskwa  | SO Kalitea         | w/o +- |
|                  |            | Taflfélag Reykjavíkur    | Bayern Monachium   | 6½:5½  |
| 15–16 lipca 1989 | Londyn     | Wood Green Chess Club    | Wektor Nowosybirsk | 4:8    |
|                  |            | Goša Smederevska Palanka | Gambit Bonnevoie   | 11½:½  |
| 2–3 lipca 1989   | Sztokholm  | Wasa SK                  | Univerzita Brno    | 7:5    |
| 1989             | Beer Szewa | Beer Sheva Chess Club    | MTK-VM Budapest    | 3½:8½  |
| 1989             | Moskwa     | Lokomotiw                | CSKA Moskwa        | 5½:6½  |

### Ćwierćfinały
Źródło: OlimpBase
| Data                    | Miejsce   | Drużyna 1        | Drużyna 2                | Wynik |
| ----------------------- | --------- | ---------------- | ------------------------ | ----- |
| 10–11 października 1989 | Solingen  | Solinger SG 1868 | Goša Smederevska Palanka | 7:5   |
| 18–19 listopada 1989    | Sztokholm | Wasa SK          | Tigran Petrosjan Moskwa  | 4:8   |
| 8–9 listopada 1989      | Budapeszt | MTK-VM Budapest  | Taflfélag Reykjavíkur    | 3½:8½ |
|                         |           | CSKA Moskwa      | Wektor Nowosybirsk       | 6½:5½ |

### Półfinały
Źródło: OlimpBase
| Data          | Miejsce   | Drużyna 1               | Drużyna 2        | Wynik |
| ------------- | --------- | ----------------------- | ---------------- | ----- |
| wrzesień 1990 | Reykjavík | Taflfélag Reykjavíkur   | Solinger SG 1868 | 6:6   |
| wrzesień 1990 | Moskwa    | Tigran Petrosjan Moskwa | CSKA Moskwa      | 5:7   |

### Finał
Źródło: OlimpBase
| Data            | Miejsce  | Drużyna 1        | Drużyna 2   | Wynik |
| --------------- | -------- | ---------------- | ----------- | ----- |
| 9–11 marca 1991 | Solingen | Solinger SG 1868 | CSKA Moskwa | 9:9   |

Pierwsza runda
CSKA Moskwa – Solinger SG 1868 3:3
1. Wołodymyr Tukmakow – Nigel Short ½:½
2. Jewgienij Władimirow – Boris Spasski ½:½
3. Andriej Charitonow – Robert Hübner ½:½
4. Siergiej Makaryczew – Eric Lobron 0:1
5. Leonid Jurtajew – Ralf Lau 1:0
6. Aleksiej Driejew – Bernd Schneider ½:½

Druga runda
Solinger SG 1868 – CSKA Moskwa 3:3
1. Nigel Short – Wołodymyr Tukmakow ½:½
2. Boris Spasski – Jewgienij Władimirow ½:½
3. Robert Hübner – Andriej Charitonow ½:½
4. Eric Lobron – Jewgienij Wasiukow 1:0
5. Ralf Lau – Leonid Jurtajew ½:½
6. Bernd Schneider – Aleksiej Driejew 0:1

Trzecia runda
CSKA Moskwa zaproponował remis na wszystkich szachownicach, Solinger SG 1868 przyjął propozycję.
CSKA Moskwa – Solinger SG 1868 3:3
1. Wołodymyr Tukmakow – Nigel Short ½:½
2. Andriej Charitonow – Boris Spasski ½:½
3. Siergiej Makaryczew – Robert Hübner ½:½
4. Jewgienij Wasiukow – Eric Lobron ½:½
5. Leonid Jurtajew – Ralf Lau ½:½
6. Aleksiej Driejew – Bernd Schneider ½:½